# Hammarskjöld
Hammarskjöld er en svensk drama-thriller fra 2023, der er instrueret af den danske filminstruktør Per Fly, der har skrevet manuskriptet sammen med Ulf Ryberg. Filmen er baseret på den svenske topdiplomat Dag Hammarskjölds liv.
Filmen er produceret af Patrick Ryborn og er indspillet i Sydafrika, New York, Trollhättan, Österlen og Norge. Filmen er udgivet af Nordisk Film og havde svensk biografpremiere 25. december 2023 og dansk premiere 18. april 2024.
Filmen er en co-produktion mellem Nordisk Film, SVT, C More, Film i Väst, Nordsvensk Filmunderhållning, Maipo Film i Norge og er støttet af Svenska Filminstitutet, Norsk Filminstitutt, Nordisk Film & TV Fond og DR.

## Handling
Filmen tager sin begyndelse i 1961, hvor den svenske diplomat Dag Hammarskjöld har et år tilbage på posten som FN's generalsekretær. Vi følger Congokrisens begyndelse i Belgisk Congo, hvor en hel landsby udryddes af mineejere. Bag det står politikeren Moïse Tshombe. Under urolighederne beslutter Hammarskjöld, at FN må intervenere. Det sker ved at indsætte fredsbevarende styrker i landet i juli 1960. Men i januar 1961 henrettes statsminister Patrice Lumumba. Hammarskjöld mødes med massiv kritik fra Rusland i FN's sikkerhedsråd, men bliver som generalsekretær. Dag Hammarskjöld rejser hjem til Sverige, hvor han genforenes med nogle venner og beslutter sig for at købe hus i Österlen, når han går af som generalsekretær. Snart må han tilbage på jobbet, idet situationen i Congo spidser til. Han påtager sig den svære, nærmest umulige opgave at formidle fred i landet, hvilket ender med at blive hans endeligt. Kort før afgang bliver Hammarskjöld meddelt, at der alligevel ikke er nogen eksorte til det fly, han skal med til Ndola. Han tager afsted alligevel, men kort før landing i Ndola skydes flyet ned og Hammerskjöld såvel som hans nærmeste medarbejdere omkommer i styrtet.
Filmen slutter med Adagio for Strings af den amerikanske komponist Samuel Barber, fremført af Royal Scottish National Orchestra.

## Medvirkende
- Mikael Persbrandt – Dag Hammarskjöld
  - Edvin Endre – Dag Hammarskjöld som ung
- Francis Chouler – Bill Ranalla
- Richard Brake – Hunter
- Sara Soulié – Hanna
- Hakeem Kae-Kazim – Moïse Tshombe
- Cian Barry – Wieschhoff
- Colin Salmon – Ralph Bunche
- Adam Neill – Lord Lansdowne
- Celine Tshika – Ruth Tshombe
- Thure Lindhardt – Peter Levin
- Sanna Sundqvist – Greta Beskow
- Mattias Nordkvist – Bo Beskow
- Sven Ahlström – Sture Linnér
- Christian Hillborg – Hallonqvist